# Myrtle-Wyckoff Avenues
Myrtle-Wyckoff Avenues è una stazione della metropolitana di New York situata all'incrocio tra le linee BMT Canarsie e BMT Myrtle Avenue. Nel 2019 è stata utilizzata da 5 927 332 passeggeri. È servita dalle linee L e M, attive 24 ore su 24.

## Storia
La stazione sulla linea BMT Myrtle Avenue fu aperta il 20 luglio 1889, mentre quella sulla linea BMT Canarsie venne inaugurata il 14 luglio 1928. Tra il 2004 e il 2008 la stazione fu ristrutturata.

## Strutture e impianti
La stazione della linea BMT Myrtle Avenue è posta su un viadotto al di sopra di Myrtle Avenue, ha una banchina ad isola e due binari. Il mezzanino, posizionato sotto il piano binari, funge da collegamento tra la banchina e il fabbricato viaggiatori. Il fabbricato viaggiatori è un edificio triangolare che affaccia su Wyckoff Avenue, al cui interno sono situati i tornelli e il collegamento con la stazione sotterranea della linea BMT Canarsie.
La stazione della linea Canarsie è posizionata al di sotto di Wyckoff Avenue e ha due livelli. Quello superiore ospita un mezzanino con un secondo gruppo di tornelli e ha tre scale d'ingresso localizzate all'incrocio con Wyckoff Avenue e Palmetto Street. Quello inferiore è rappresentato dal piano binari e ha una banchina ad isola e due binari.

## Interscambi
Vicino alla stazione si trova il Ridgewood Intermodal Terminal, servito da diverse autolinee gestite da NYCT Bus.
- Fermata autobus